# Jim Clark (Filmeditor)
Jim Clark (* 24. Mai 1931 in Boston, England; † 25. Februar 2016) war ein britischer Filmeditor und Filmregisseur.

## Leben und Wirken
Als Filmeditor war Clark seit 1956 aktiv. Mehrere Male arbeitete er mit dem Regisseur John Schlesinger zusammen.
Einen Höhepunkt seiner langjährigen Karriere bildete 1985 die Auszeichnung mit dem Oscar für den Schnitt von Roland Joffés Anti-Kriegsfilm The Killing Fields – Schreiendes Land. Zwei Jahre später wurde er erneut für den Oscar nominiert, dieses Mal für Joffés Nachfolger Mission. Für diesen Film gewann er den BAFTA Award. Im Jahr 2005 wurde er von den American Cinema Editors mit dem Career Achievement Award ausgezeichnet.
1966 gab er sein Debüt als Regisseur und inszenierte bis 1974 insgesamt sieben Filme.

## Filmografie (Auswahl)

### Als Filmeditor
- 1961: Schloß des Schreckens (The Innocents)
- 1962: Spiel mit dem Schicksal (Term of Trial)
- 1963: Charade
- 1964: Schlafzimmerstreit (The Pumpkin Eater)
- 1965: Darling
- 1972: X, Y und Zee (Zee and Co.)
- 1975: Sherlock Holmes’ cleverer Bruder
- 1975: Der Tag der Heuschrecke (The Day of the Locust)
- 1976: Der Marathon-Mann (Marathon Man)
- 1979: Das Geheimnis der Agatha Christie (Agatha)
- 1979: Yanks – Gestern waren wir noch Fremde (Yanks)
- 1984: The Killing Fields – Schreiendes Land (The Killing Fields)
- 1986: Mission (The Mission)
- 1988: Il giovane Toscanini
- 1990: Memphis Belle
- 1991: Zauber der Venus (Meeting Venus)
- 1993: This Boy’s Life
- 1994: Nell
- 1995: Copykill
- 1996: Marvins Töchter (Marvin’s Room)
- 1997: Der Schakal (The Jackal)
- 1999: James Bond 007 – Die Welt ist nicht genug (The World Is Not Enough)
- 2002: City by the Sea
- 2002: Churchill – The Gathering Storm (The Gathering Storm)
- 2004: Vera Drake
- 2008: Happy-Go-Lucky

### Als Regisseur
- 1970: Haferbrei macht sexy (Every Home Should Have One)
- 1974: Das Schreckenshaus des Dr. Death (Madhouse)